# Andrej Marušič (psihiater)
Andrej Marušič, slovenski psihiater in psiholog, * 4. maj 1965, Koper, † 1. junij 2008.
Andrej Marušič je bil najmlajši od treh sinov očeta Milana, dolgoletnega ravnatelja Gimnazije Koper, in matere Almire, učiteljice. Njegov najstarejši brat dr. Dragan Marušič (r. 1953) je matematik, eden od ustanoviteljev in tudi bivši rektor Univerze na Primorskem, brat dr. Dorian Marušič (r. 1957), ki je zdravnik in matematik, je bil med drugim Minister za zdravje v Vladi RS (7. april 2010 - 10. februar 2012). Andrej Marušič je bil poročen z ženo Katjo, s katero imata sina Maja in hčer Karo.
Andrej Marušič je bil raziskovalec, znanstvenik in terapevt na področju duševnega zdravja, depresije in samomora. Slovel je po izjemni inovativnosti, vendar je znal zapletene teme javnosti predstaviti na zanimiv in preprost način.
Univerzitetna izobrazevanja, stokovni in specialistični izpiti
Leta 1985 je po zaključeni maturi na Gimnaziji Koper vpisal študij medicine na Medicinski fakulteti Univerze v Ljubljani, tri leta kasneje pa je vzporedno vpisal še študij psihologije na Filozofski fakulteti v Ljubljani. Leta 1991 je pridobil naziv doktor medicine, leta 1992 naziv univerzitetni diplomirani psiholog. Na Medicinski fakulteti Univerze v Ljubljani je leta 1993 magistriral s področja kardiologije, kasneje pa specializiral na Oddelku za psihiatrijo Medicinske fakultete Univerze v Ljubljani (1995) in The Bethlem & Maudsley NHS Trust v Londonu (1999). Podoktorski študij je opravil na Johns Hopkins Hospital v Baltimoru (ZDA) leta 1997, leto kasneje je pridobil registracijo za zdravnika na General Medical Council (Vellika Britanija) in uspešno opravil specialistični izpit MRCPsych v Veliki Britaniji. Leta 1999 je vpisal subspecializacijo iz splošne psihiatrije na The South London and Maudsley NHS Trust v Londonu in ga s certifikatom zaključil leta 2003. Iz psihiatrije je pod mentorstvom uglednega prof. Hansa J. Eysencka doktoriral na Inštitutu za psihiatrijo King's College v Londonu leta 1997.
Zaposlitve, akademsko in klinično delo
Od aprila 2002 do aprila 2006 je bil direktor Inštituta za varovanje zdravja Republike Slovenije (danes Nacionalnega inštituta za javno zdravje). Od septembra 2000 je delal kot psihiater v samoplačniški specialistični ambulanti Cardial, od januarja 2006 v psihogeriatrični ambulanti v domu za starejše občane Fužine (v Ljubljani), od julija 2006 pa je opravljal tudi psihatrično specialistično dejavnost v zdravstvenem zavodu Celjenje. 
Na Primorskem inštitutu za naravoslovne in tehnične vede (PINT) Univerze na Primorskem je vodil Oddelek za raziskovanje zdravja, bil pa je tudi član razširjenega strokovnega kolegija za psihiatrijo in nacionalni koordinator za duševno zdravje pri Svetovni zdravstveni organizaciji. Predaval je tudi na Univerzi v Ljubljani, in sicer na Visoki šoli za zdravstvo kot nosilec predmeta Psihiatrija in duševno zdravje, na Medicinski fakulteti pa v okviru predavanj s področja javnega duševnega zdravja. Pogosto je predaval na priznanih tujih univerzah, med drugim v Veliki Britaniji in ZDA.
Bil je recenzent in/ali je sodeloval v uredniških odborih pri več kot 20-ih mednarodnih znanstvenih revijah. Vodil je delovno skupino Genetski vidiki samomorilnih ideacij in vedenja pri Mednarodni zvezi za preprečevanje samomora (International Association of Suicide Prevention - IASP) ter bil ustanovitelj in organizator dvoletnih mednarodnih srečanj Samomor na stičišču genov in okolja. Predsedoval je tudi Evropskemu simpoziju o samomoru in samomorilnem vedenju, ki je bil leta 2006 organiziran v Sloveniji.
Dr. Andrej Marušič je prejel kar nekaj nagrad za svoje delo, med drugim:
- Fakultetna Prešernova nagrada Medicinske fakultete Univerze v Ljubljani, 1991
- Univerzitetna Prešernova nagrada Univerze v Ljubljani, 1992
- The Eli Lilly Travelling Fellowship Prize (£ 7.750), Royal College of Psychiatrists, London,�

Dr. Andrej Marušič je tudi avtor številnih prispevkov v priznanih tujih in domačih znanstvenih revijah, med drugim tudi:
- Mann JJ, Apter A, Bertolote J, et al, Marušič A et al. Suicide prevention strategies. A systematic review. JAMA 2005; 294: 2064-74
- Marušič A, Gudjonsson G, Eysenck HJ, Starc R. Biological and psychosocial risk factors in ischaemic heart disease: Empirical findings and a biopsychosocial model. Personality and Individual Differences 1999; 26: 285-304. (glavno delo iz doktorata)

Celotno bibliografijo si lahko ogledate na povezavi.
Glasba
Dr. Andrej Marušič je že v gimnazijskih časih sodeloval v svoji glasbeni skupini. Leta 2008 je izdal zgoščeko Sedem ti čustev. Nekaj pesmi je na voljo na posnetku, ki mu je bil pripravljen v spomin.
Nadaljevanje zapuščine
Prof. dr. Andrej Marušič je z inovativnim strokovnim delom vseskozi premikal toge meje slovenske psihiatrije in suicidologije. Po hudi bolezni je umrl v komaj 43. letu starosti. V poklon in spomin na njegovo veliko delo so Primorski inštitut za naravoslovne in tehnične vede Univerze na Primorskem (UP PINT) leta 2011 preimenovali v Inštitut Andrej Marušič. V okviru tega inštituta so ustanovili Slovenski center za raziskovanje samomora, ki nadaljuje njegovo delo. Mednarodna zveza za preprečevanje samomora je v njegov spomin poimenovala tudi eno izmed svojih nagrad, ki so namenjene mladim perspektivnim suicidologom.